# Fontana del Cupido
La Fontana del Cupido è una fontana situata all'interno di Villa Doria Pamphilj, nel quartiere Gianicolense a Roma.

## Descrizione
È situata all'interno di Villa Pamphilj, nel piazzale antistante il giardino segreto, tra il viale del Giardino del Teatro e il viale della Cappella Pamphilj.

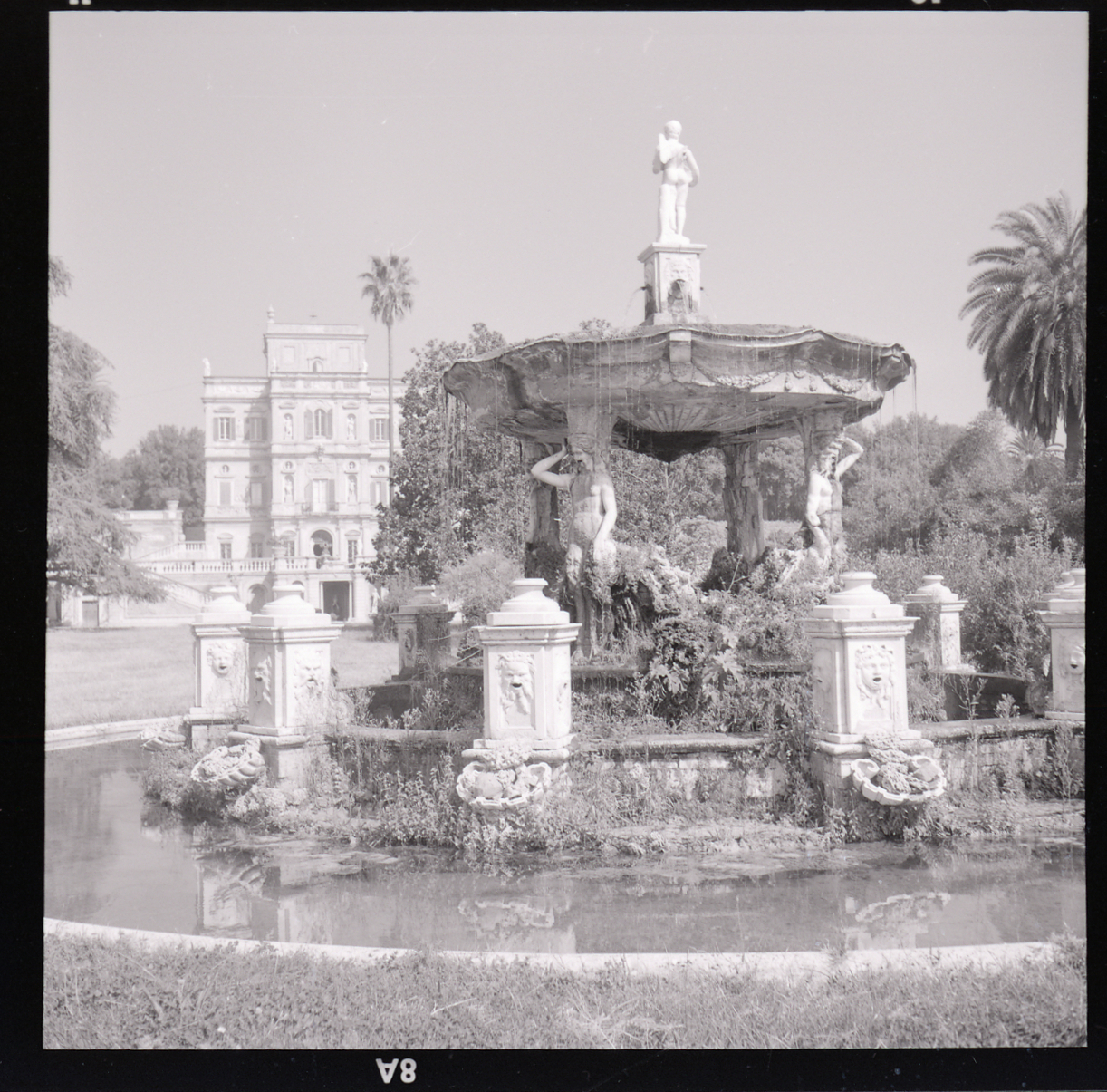
La fontana integra (foto di Paolo Monti, 1966)

Realizzata probabilmente nel 1855 da Andrea Busiri Vici che utilizzò elementi già esistenti, la fontana prende il nome dal Cupido che sorgeva al centro e di cui oggi rimangono solo i piedi sul basamento a parallelepipedo, in cima alla fontana, che poggia su un'ampia tazza circolare, con i bordi leggermente ondulati e ornati da ghirlande.
La tazza è sostenuta da quattro pilastri sul cui fronte esterno sono addossati in modo alternante quattro fauni: due femmine e due maschi. Sotto la tazza, al centro, è presente un imponente rocaille. I quattro fauni a loro volta si appoggiano su una struttura circolare di poco più ampia rispetto alla tazza superiore, che contiene un piano in pietra ed un muro di sostegno a rocaille. Questa base è posizionata al centro di un altro bacino circolare, costituito da un muretto di mattoni rifinito da un bordo in pietra. Il bordo è decorato con dodici pilastri di forma rettangolare, ornati nella parte superiore con il fiore di giglio, l'emblema dei Pamphili. Sul frontale e le due parti laterali, i pilastri sono arricchiti da mascheroni a rilievo di diverse tipologie: il Bacco, la Gorgone e un'altra divinità femminile, che spesso vengono ripetuti. Nella bocca di ciascun mascherone è inserita una cannella; ora è in funzione solo quella sul lato esterno. L'acqua viene raccolta inizialmente in una valva di conchiglia per poi scendere nel bacino sottostante che chiude in questo modo la composizione. La fontana, parzialmente restaurata, è protetta da una bassa ringhiera in ferro, di cui una parte è stata staccata nel 2018 in seguito ad un atto vandalico.